# 平师盛
平师盛（1169年—1184年3月20日）是日本平安时代末期的一位武士，出身伊势平氏。小松内府平重盛第五子，母正室藤原经子。极官从五位下·侍从兼备中守。

## 人物生平
平师盛是父亲平重盛的第四子，同母兄平清经、平有盛，同母弟平忠房。异母兄平维盛、平资盛，异母弟平宗实等。作为平家，特别是以其父平重盛为首的小松家一系的贵公子成长。安元二年（1176年）三月，后白河法皇举行五十岁寿宴，时任丹后守的师盛在宴会上为吹笙四人之一。
安元三年（1177年）六月，师盛的舅舅藤原成亲因参与打倒平家的“鹿谷阴谋”事件一事而被流放，终客死异乡。治承3年（1179年），师盛之父亲平重盛亦去世。后白河法皇擅自将赐给重盛多年的知行国越前国收回，导致平家与后白河法皇的关系完全破裂，清盛发动政变（治承三年之变）流放了许多反平氏的公卿，更囚禁法皇，迁都福原。
寿永二年（1183年）平家军于俱利伽罗之战大败于木曾义仲军，由家族领袖平宗盛带领西逃九州。寿永3年（1184年），在平家与源范赖、源义经军对抗的一之谷之战的前哨战三草山之战中，师盛与异母兄平资盛、同母兄平有盛、同母弟平忠房一同迎战源义经军，但因源氏军出其不意的夜袭而溃败。师盛的三位兄弟在战败后往西国平家的大本营去了，而师盛只身一人回到了平家布置在一之谷的大本营，与主力部队合流。
一之谷之战爆发后，平家全面溃败，师盛与源氏军的大将安田义定在祖父平清盛开发的大轮田泊对战，不敌对方阵亡。
在《平家物语》中，师盛的死因则是：师盛主从7人乘小船逃离战场，遇到叔父平知盛麾下的武士清卫门公长求援，因为此人穿着厚重的铠甲并且身材高大，又骑着马从岸上直接跳到船上，导致翻船。落入水中的师盛被源氏的武士畠山重忠的手下用一种叫“熊手”的武器捕获，并被取首级。之后，在此战中被杀害的平家一门的武士的首级被运回京都，悬挂示众。

## 亲属
- 父：平重盛
- 母：藤原经子
- 妻：未详
- 子：势观源智上人 -，法然上人高足[4]

## 脚注
1. ↑  史书未载师盛生年，若按军记物语《平家物语》，按流布本则末年14岁（虚岁），逆推生年为1171年；延庆本未记载享年，四部合战状本写为16岁，逆推生年为1169年。又按其七弟平宗实出生于1168年，则这两个生年又与此有矛盾。
2. ↑  见《玉叶》同年对安元御贺的记载
3. ↑  参见本条目日文版，内容可见《平家物语》中译本
4. ↑  见《尊卑分脉》，真伪不详，为师盛离开京都之年所生。